# Interstate 270 (Maryland)
Die Interstate 270 (kurz I-270) ist ein Interstate Highway in Maryland. Das südliche Ende der Interstate liegt bei Bethesda, einem Vorort von Washington, D.C., an der Interstate 495, dem Capital Beltway. Das entgegengesetzte Ende liegt 51 Kilometer weiter nördlich bei Frederick an der Interstate 70. Die Interstate 270 stellt den nördlichsten Teil des Dwight D. Eisenhower Highways dar und wird dabei als Washington National Pike bezeichnet.

## Verlauf
Die Interstate 270 besitzt am südlichen Ende zwei Anschlussstellen am Capital Beltway als Interstate 270 im Osten und als Interstate 270 Spur im Westen. Nachdem sich die beiden Autobahnteile rund 3 km nördlich vereinigt haben führt die Interstate 270 runde 50 km in Richtung Norden bis nach Frederick. Dort verzweigt sie sich mit der Interstate 70 und wird anschließend als U.S. Highway 15 fortgeführt.